# Олимпијска диплома
Олимпијска диплома је папирна диплома која се додељује осам најбољих такмичара на Олимпијским играма.
Пракса додељивања диплома постоји од почетка модерних ОИ 1896. године, испрва су се додељивале само победнику сваке дисциплине. Број тако награђених учесника се временом повећавао, проширивши се на сва три освајача медаља из 1923. године, шест најбољих из 1949. и садашњу праксу од осам од 1981.
Диплома је уписана и потписана аутопеном са потписима председника Међународног олимпијског комитета и шефа организационог комитета сваке Олимпијаде. Дизајн дипломе, као и дизајн олимпијских медаља, је ствар локалних организатора сваке игре, али дизајн мора предходно да одобри МОК.
The New York Times је 2014. објавио да, чак и међу спортистима који је требало да их добију, многи нису знали за постојање дипломе.
Као што је случај и са медаљама, спортиста који добије диплому и накнадно буде кажњен због кршења етичког кодекса МОК-а, Светског антидопинг кодекса или других повеља мора вратити диплому МОК-у.

## Галерија
- Летње ОИ 1896.
- Летње ОИ 1908.
- Летње ОИ 1924.